# Aleuroclava elatostemae
Aleuroclava elatostemae es un hemíptero de la familia Aleyrodidae, con una subfamilia: Aleyrodinae. Fue descrita científicamente en 1932 por Takahashi.